# Dimitrie N. Ciotori
Dimitrie N. Ciotori (n. 15 octombrie 1885, Săcelu, județul Gorj – d. 21 aprilie 1965,  Londra) a fost un jurist, om politic, diplomat; bun cunoscător al limbii engleze, a ajutat la scrierea unor lucrări despre România pentru a face cunoscute peste hotare realitățile românești; membru de onoare al Academiei Române din 1936.

## Opera
- Calea Robilor, Vălenii de Munte, 1912;
- Le Partage de l'Europe, Madrid, 1962.

Traduceri
- Bjornstjerne Bjornson, Synndve Solbakken, București, 1909;
- Selma Lagerlof, Legendele lui Iisus, Vălenii de Munte, 1911;
- Henrik Ibsen, Rosmersholm, București, 1916.